# Latvalampi (sjö i Finland, Södra Österbotten)
Latvalampi är en sjö i Finland. Den ligger i kommunen Alajärvi i landskapet Södra Österbotten, i den centrala delen av landet, 300 km norr om huvudstaden Helsingfors. Latvalampi ligger 159 meter över havet. Arean är 4,5 hektar och strandlinjen är 0,97 kilometer lång. Sjön  ingår i Esse å huvudavrinningsområde.   I omgivningarna runt Latvalampi växer i huvudsak blandskog.